# Onthophagus nigrinus
Onthophagus nigrinus là một loài bọ cánh cứng trong họ Bọ hung (Scarabaeidae).